# Gölen (Grönahögs socken, Västergötland)
Gölen är en sjö i Ulricehamns kommun i Västergötland och ingår i Ätrans huvudavrinningsområde.